# Reitwein
Reitwein är en kommun (ty. Gemeinde) och ort i Landkreis Märkisch-Oderland i förbundslandet Brandenburg i östra Tyskland, strax väster om floden Oder och gränsen till Polen. Kommunens uppgifter är delvis delegerade till kommunalförbundet Amt Lebus där kommunen ingår, med säte i närbelägna Lebus. Närmaste större stad är Frankfurt an der Oder, cirka 25 km söderut.
Ortens slott skadades i andra världskriget och revs 1962. Reitweins kyrka, ursprungligen ritad av Friedrich August Stüler och uppförd 1857–1858, skadades svårt under striderna vid Oder 1945. Sedan 1999 är kyrkoruinen delvis säkrad och restaurerad, med ett nytt tak på kyrktornet.
På andra sidan Oder ligger den polska grannorten Górzyca, före 1945 benämnd Göritz an der Oder på tyska. Gränsen kom att dras här enligt Oder-Neisselinjen 1945.

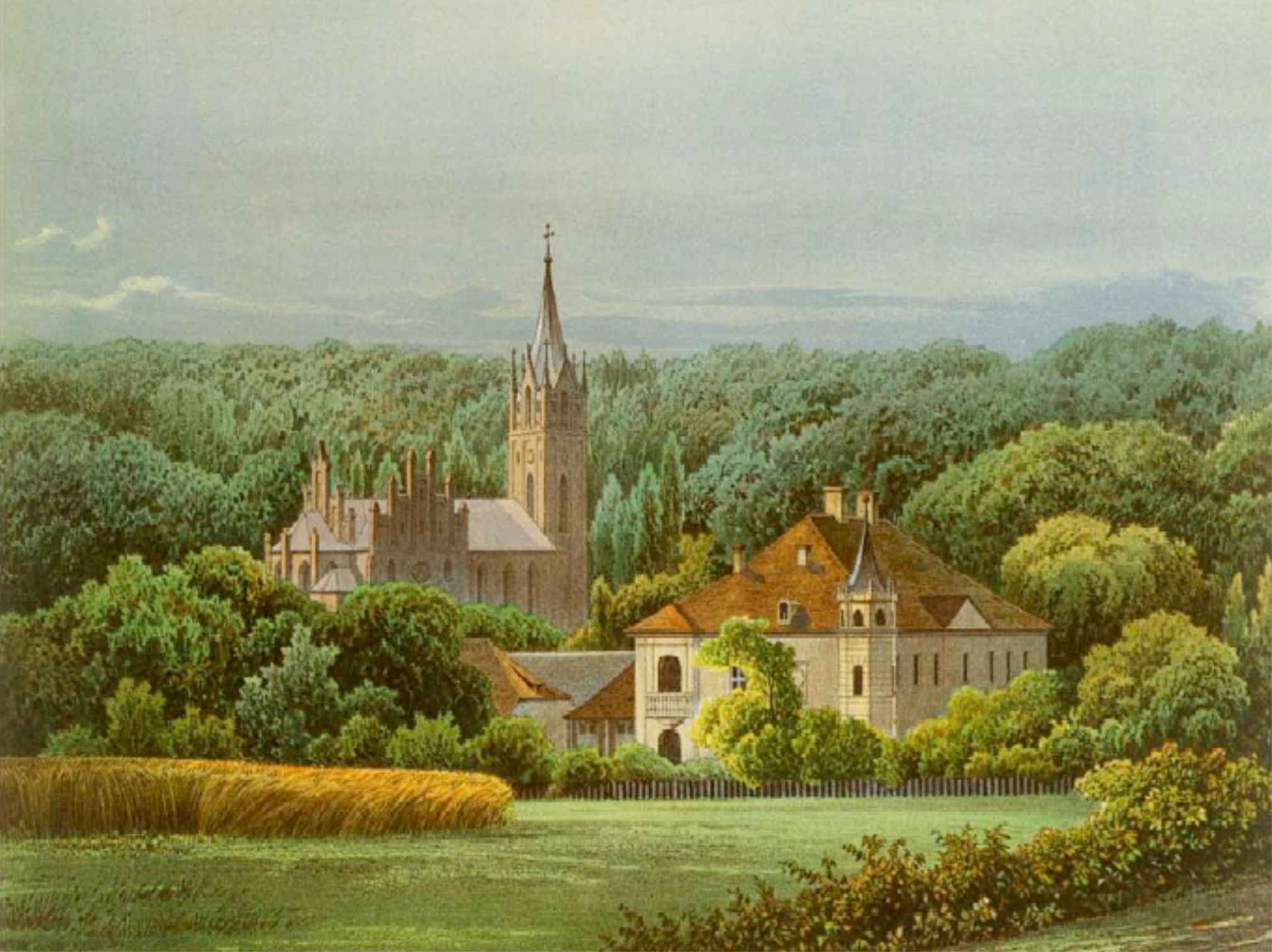
Målning av Reitwein på 1800-talet.